# J'aimerais pas crever un dimanche
Pour plus de détails, voir Fiche technique et Distribution.
J'aimerais pas crever un dimanche est un film dramatique français réalisé par Didier Le Pêcheur et sorti en 1998.

## Synopsis
Ben (Jean-Marc Barr) est chargé de réceptionner les cadavres à la morgue. Une nuit il accueille le corps de Teresa (Élodie Bouchez), jeune femme déclarée morte après avoir absorbé de l'ecstasy dans une rave party. Troublé par sa fascinante nudité, Ben la viole et la ramène ainsi à la vie. Contre toute attente, la jeune femme ne porte pas plainte, mieux encore, elle veut revoir son sauveur. Mais Ben n'est pas facile a approcher : blessé par le départ de sa femme et la maladie d'un ami cher, il cherche l'absolu dans des jeux érotiques extrêmes auxquels il mêle aussi Teresa.

## Fiche technique
- Titre : J'aimerais pas crever un dimanche
- Réalisation : Didier Le Pêcheur
- Scénario : Didier Le Pêcheur
- Montage : Sylvie Landra
- Producteur : Fabrice Coat
- Société de production : Program 33
- Compositeur : Philippe Cohen-Solal
- Directeur de la photographie : Denis Rouden
- Directrice du casting : Shula Siegfried
- Année de sortie : 1998
- Film :  France
- Genre : drame
- Durée : 92 minutes
- Interdit aux moins de 16 ans

## Distribution
- Élodie Bouchez : Teresa
- Jean-Marc Barr : Ben
- Patrick Catalifo : Boris
- Martin Petitguyot : Gilles, ou "Ducon"
- Gérard Loussine : Abel
- Jean-Michel Fête : Nico, le sidaïque
- Zazie : Hélène, la femme de Ben / Jeanne, sa sœur jumelle
- Florence Darel : Line
- Jean-Jacques Vanier : Georges
- Jeanne Caslilas : Marie
- Claude Duparfait : le flic
- Marc Andreoni : l'inspecteur IGS
- Dominique Frot : la responsable identification
- Jacques Seiler : le passeur
- Franck Manzoni : l'orateur
- Irina Ninova : Christina
- Quentin Baillot : Scooter
- Samir Guesmi : Mako
- Maciej Patronik : le père de Térésa
- Jean-Yves Le Du : le SDF
- Cédric Chevalme : l'homme SM